# Fekete varánusz
A fekete varánusz (Varanus beccarii) a varánuszfélék családjába tartozó, az Új-Guineától délnyugatra fekvő Aru-szigeteken őshonos, fekete színű gyíkfaj.

## Megjelenése
A fekete varánusz teljes hossza 90–120 cm közötti, amelyből a farok sokszor kétharmadnyit tesz ki. A hímek valamivel nagyobbak a nőstényeknél. A vékony, igen mozgékony farkával ágakban is meg tud kapaszkodni, megkönnyítve a fák lombkoronájában való közlekedést. A többi varánusztól eltérően farkát nem használja támadói ostorszerű megcsapására. Karmai nagyok, talpain tapadókorongok találhatóak. Egész teste a fákon mozgó életmódhoz alkalmazkodott. Fogai is nagyok egy hasonló méretű gyíkhoz képest, hogy könnyebben fogva tudja tartani a lombok között elkapott zsákmányt, amely így nem esik le vagy repül el. A felnőtt állatok színe teljesen fekete. A fiatalok sötétszürkék, sorokba rendeződő élénk sárgászöld foltokkal. A foltok idővel kifakulnak, az állat pedig teljesen kifeketedik.
A fajt Giacomo Doria írta le 1874-ben. Tudományos nevét Odoardo Beccari olasz utazóról kapta. Ezután sokáig a smaragd varánusz alfajának tartották, csak 1991-ben kapta vissza önálló státuszát.

## Elterjedése
Az Indonéziához tartozó, Új-Guineától délnyugatra fekvő, mintegy 95 szigetből álló Aru-szigeteken honos.  

## Életmódja
A fekete varánusz a szigetek belsejében található trópusi esőerdőben, illetve a partmenti mangroveerdők lombjai között él. Zsákmány után kutatva sokszor lemerészkedik a talajra is. Kisebb gyíkokkal, kisemlősökkel, rovarokkal, madártojásokkal és madárfiókákkal táplálkozik.
A fekete varánuszt díszállatként is tartják, de csak tapasztalt terraristának ajánlott. Hőmérsékletigénye 27-32 °C, amely még éjszaka sem csökkenhet 24 °C alá. A páratartalomnak 70% körül kell lennie, ha túl magas vagy túl alacsony, légzőszervi fertőzést kaphat. Fogságban különböző rovarokkal, csótánnyal, tücsökkel, lepkékkel, kukacokkal etethető, amelyet időnként egérrel, darált hússal, főtt tojással lehet kiegészíteni.
Élettartama kb. 15 év.

## Természetvédelmi helyzete
A fekete varánusz a Természetvédelmi Világszövetség Vörös listáján adathiányos státusszal szerepel. Létszáma feltehetően erősen csökkenőben van, mert a szigeteken kiirtották az erdők jelentős hányadát és a helybeliek vadásznak rá, hogy az élő varánuszokat eladják a díszállat-kereskedőknek. Bár szerepel a washingtoni egyezmény (CITES) II. mellékletében, vagyis kereskedelme korlátozott, Indonéziában nem áll törvényi védelem alatt.

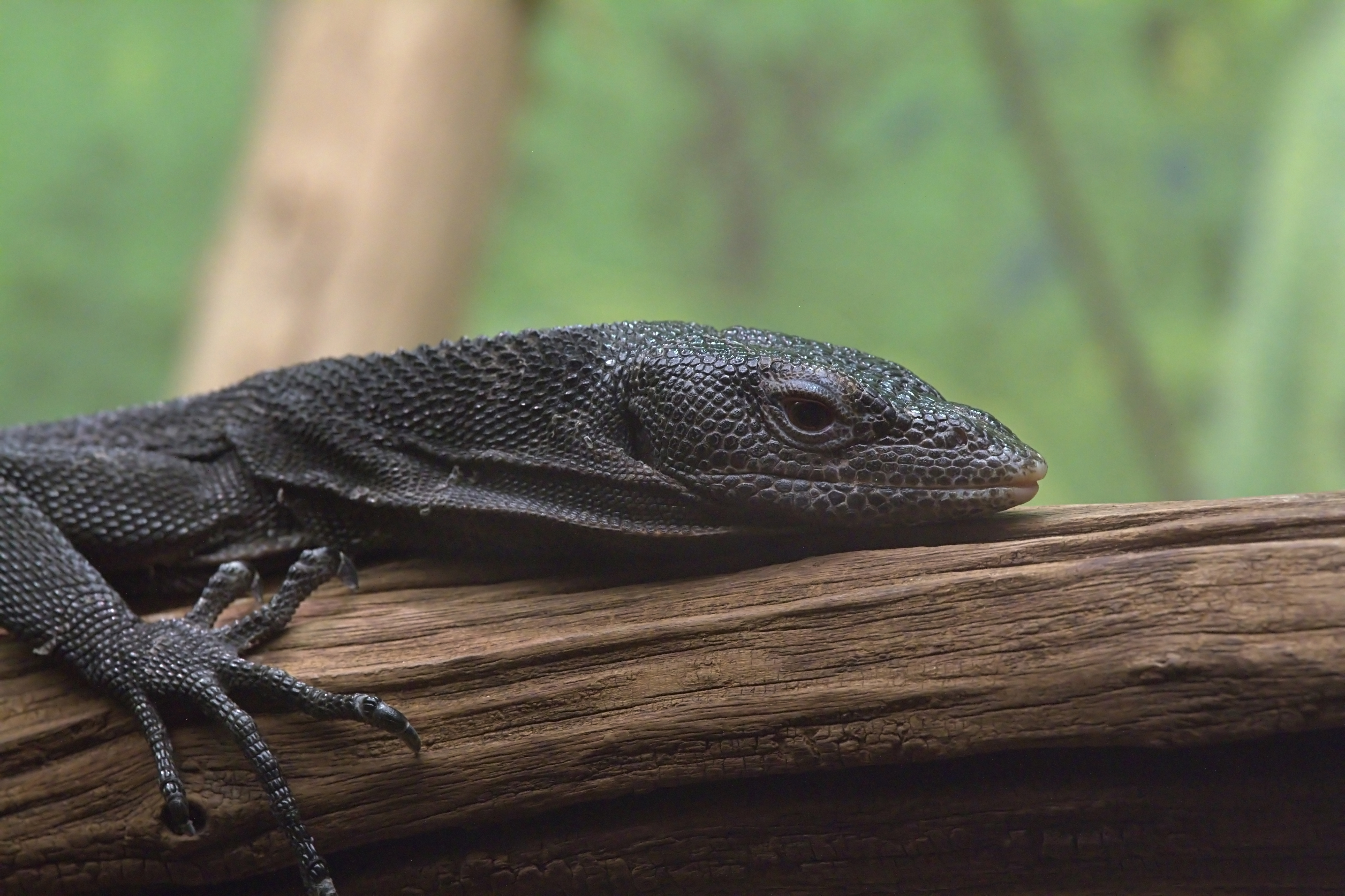
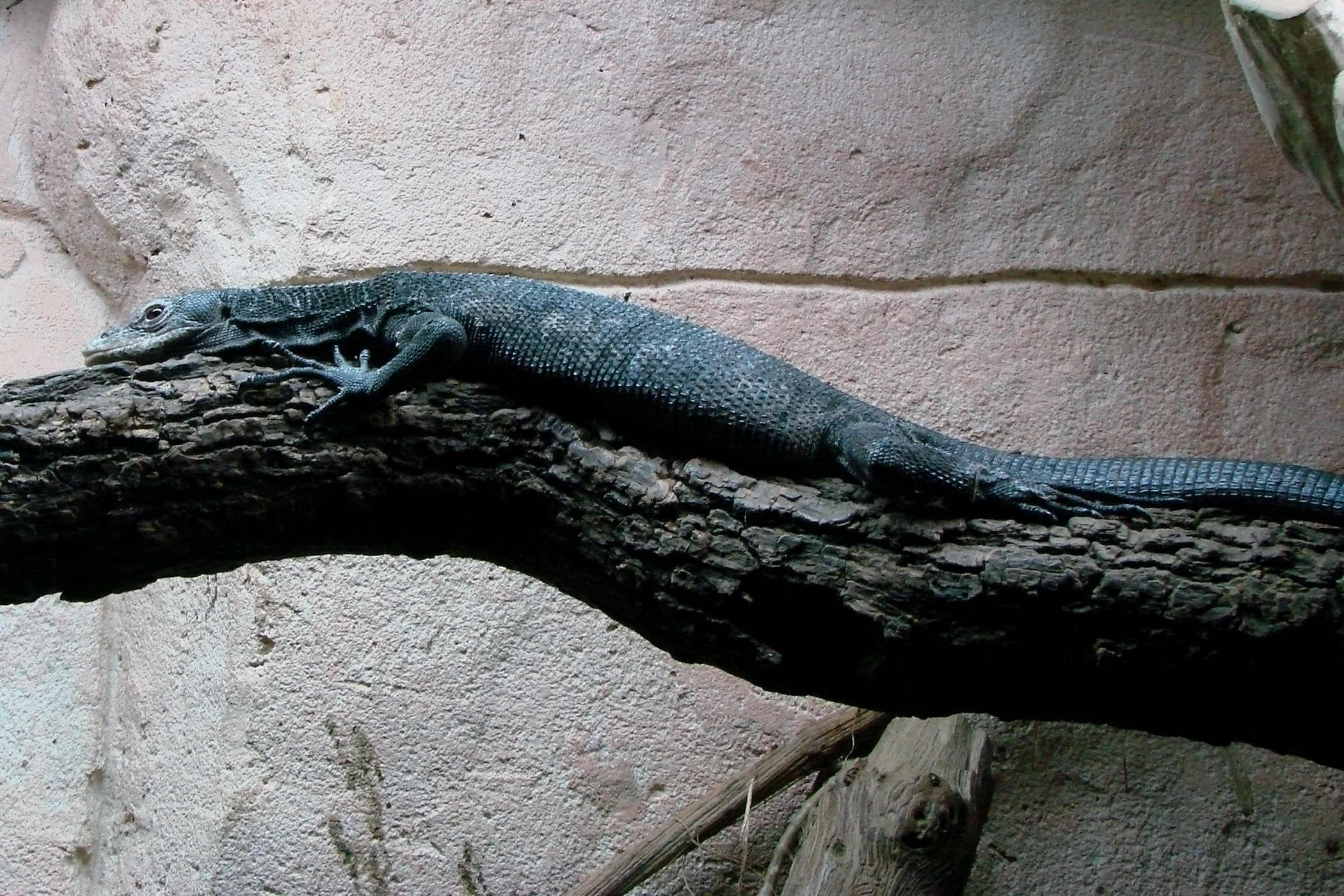
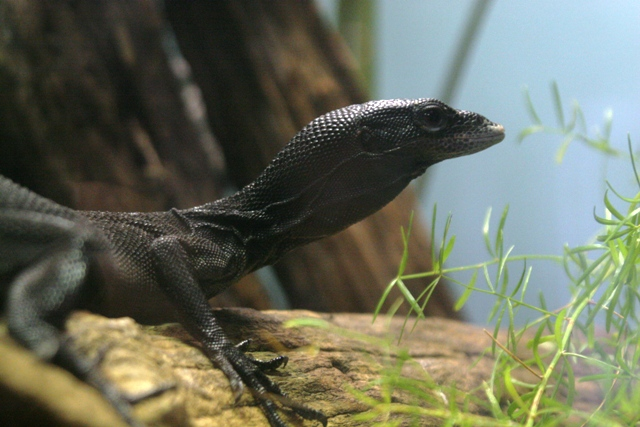
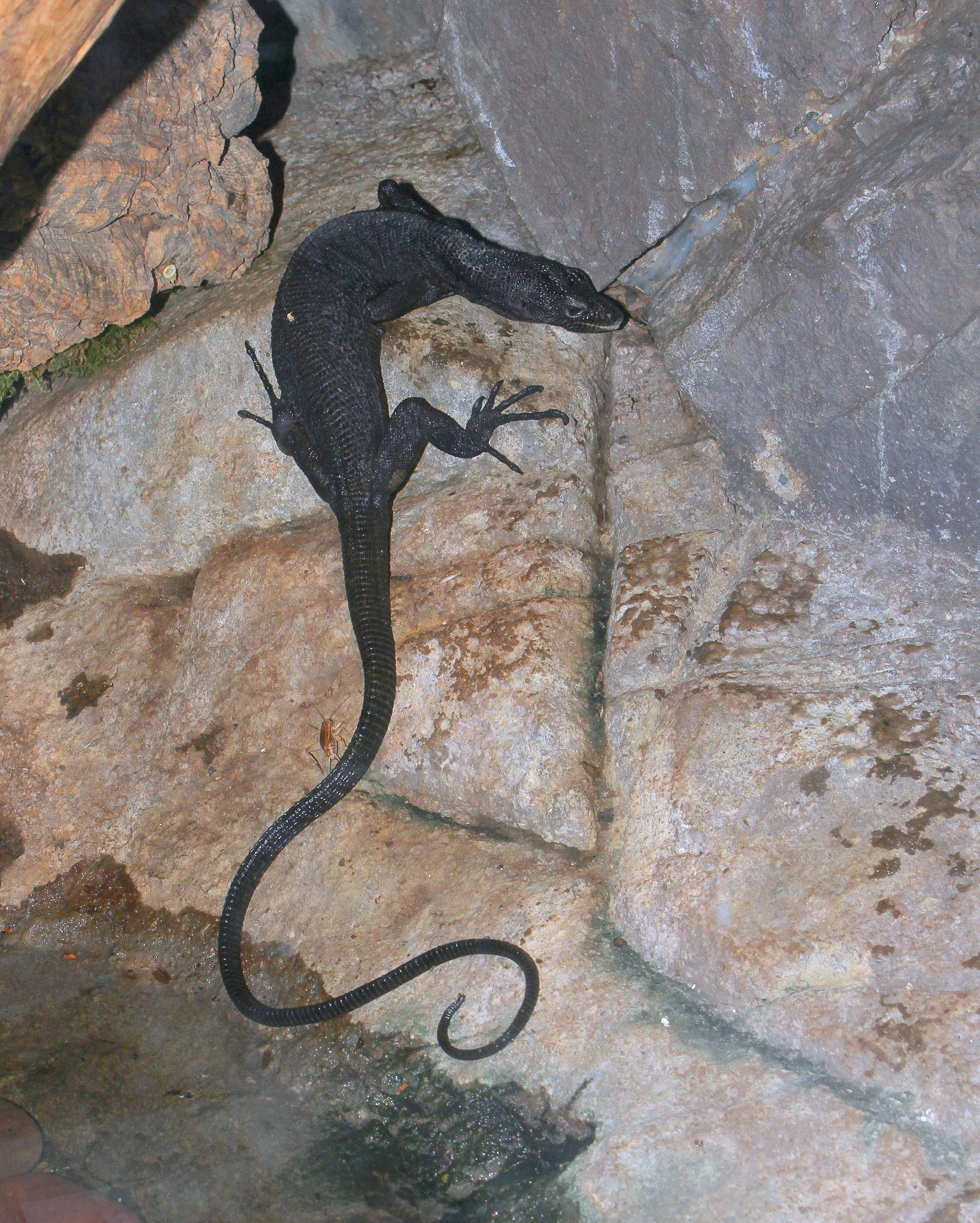